# African-Brazilian Connection
Die African-Brazilian Connection war eine US-amerikanische Jazzformation.
Sie wurde 1991 vom Jazzpianisten Don Pullen gegründet und vereinte den amerikanischen zeitgenössischen Jazz der 1990er Jahre mit Elementen traditioneller afroamerikanischer und brasilianischer Musik. Pullens wesentliche Mitspieler in der Band waren: Guilherme Franco (Perkussion) bzw. J. T. Lewis (Drums), Nilson Matta (Bass), Mor Thiam (Perkussion), Carlos Ward (Altsaxophon, Flöte).
Die African-Brazilian Connection spielte drei CDs ein. Sie löste sich mit dem Tod von Don Pullen 1995 auf.